# Ammophila beniniensis
Ammophila beniniensis är en biart som först beskrevs av Palisot de Beauvois 1806.  Ammophila beniniensis ingår i släktet Ammophila och familjen grävsteklar.

## Underarter
Arten delas in i följande underarter:
- A. b. beniniensis
- A. b. imerinae
- A. b. tomentosa